# Бучаани
Бучаани (груз. ბუჩაანი) — село в Грузии, в муниципалитете Душети края Мцхета-Мтианети. 

## География
Село расположено в северной части края, в 51 километре по прямой к северу от центра муниципалитета Душети. Высота центра — 960 метров над уровнем моря.

## Население
По данным переписи населения 2014 года, в селе проживало 24 человека.
| Год  | Население | Мужчины | Женщины |
| ---- | --------- | ------- | ------- |
| 2002 | 26        | 14      | 12      |
| 2014 | 24        | 11      | 13      |